# Riesen-Schachtelhalm
Der Riesen-Schachtelhalm (Equisetum telmateia) ist eine Pflanzenart aus der Gattung Schachtelhalme (Equisetum) innerhalb der Familie Schachtelhalmgewächse (Equisetaceae). Sie ist auf der Nordhalbkugel weitverbreitet und die größte in Mitteleuropa heimische Schachtelhalm-Art.

## Beschreibung

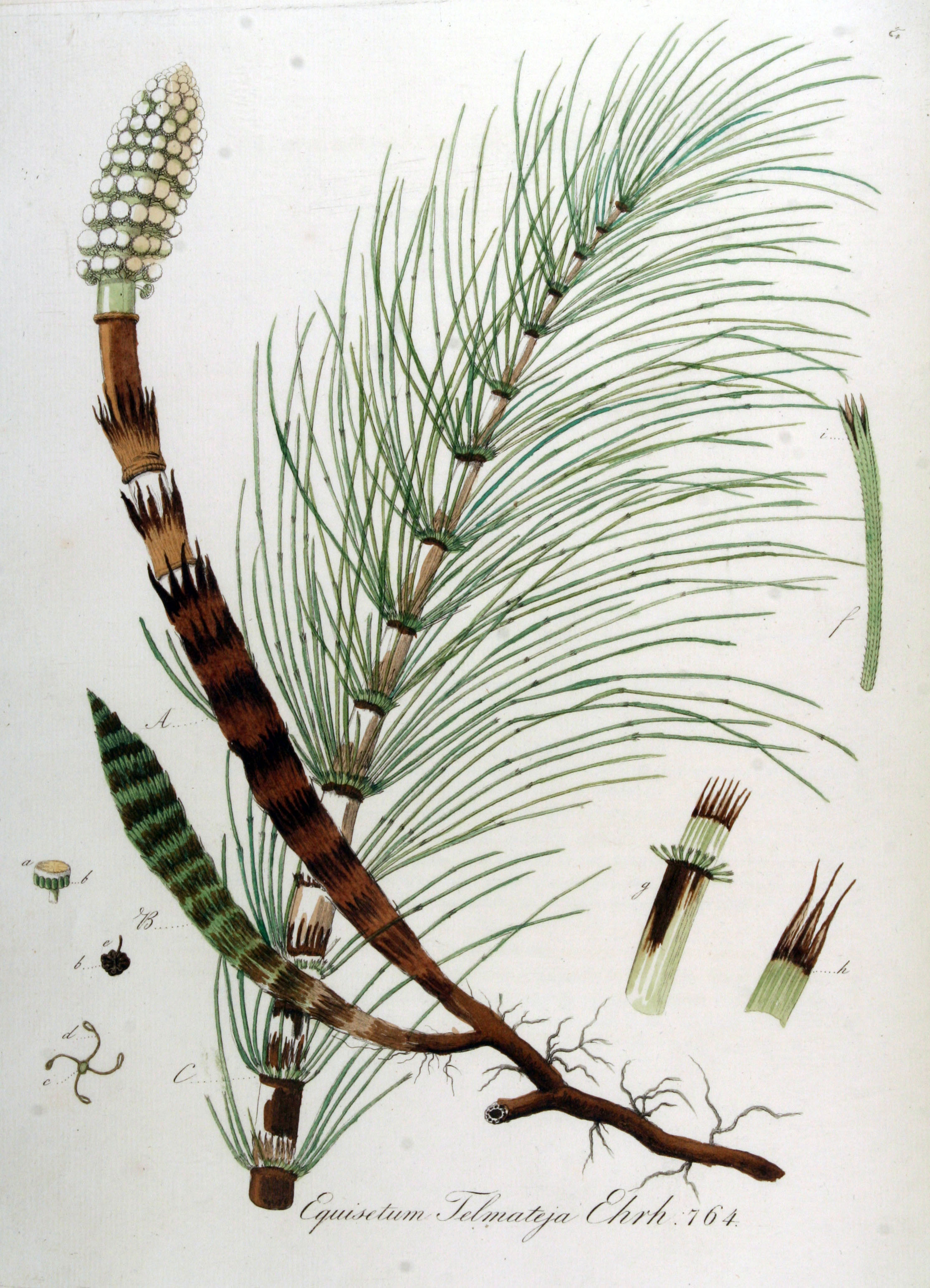
Illustration aus Flora Batava, Volume 10

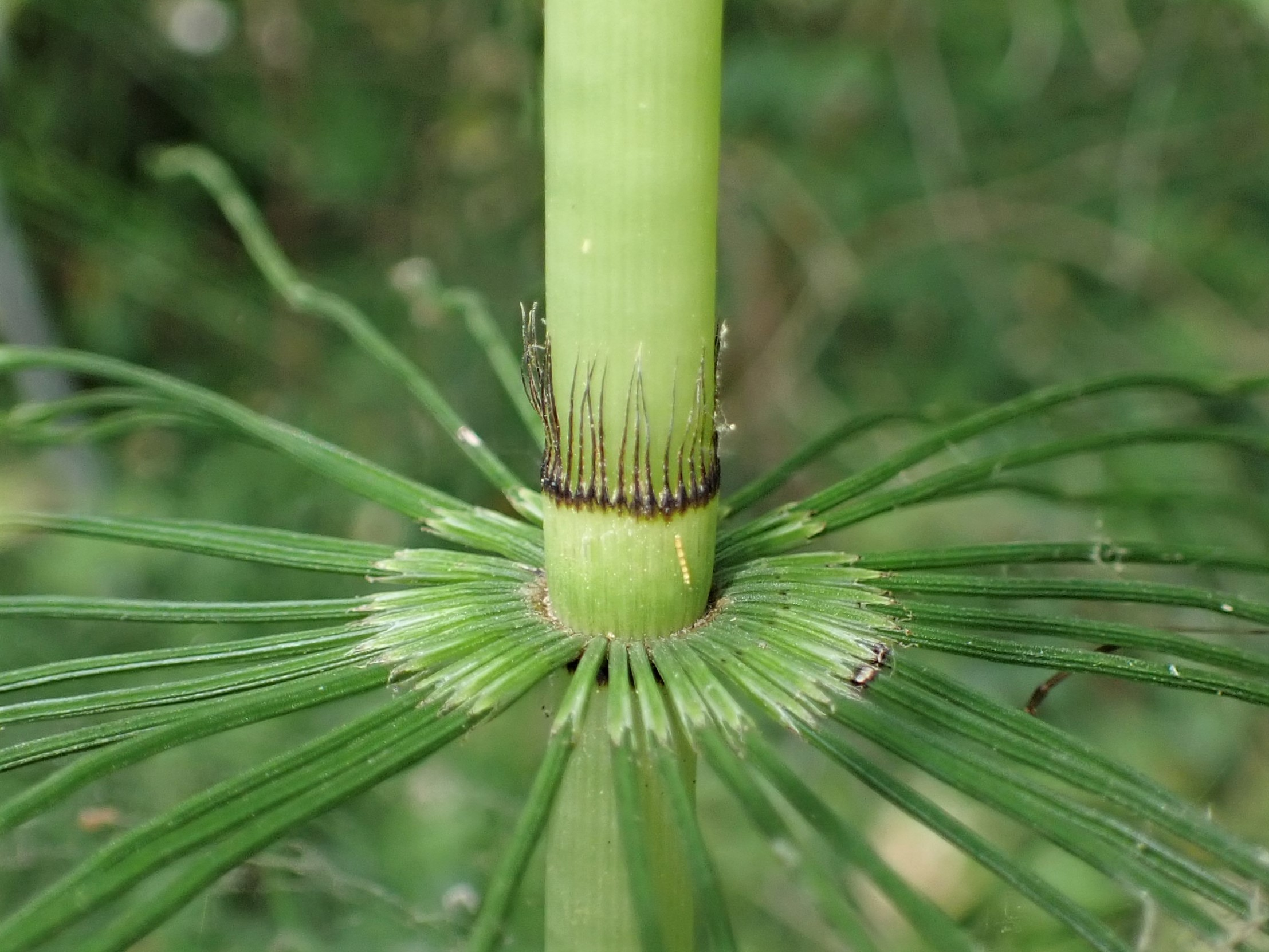
Equisetum telmateia subsp. telmateia: Blattscheide mit Astquirl

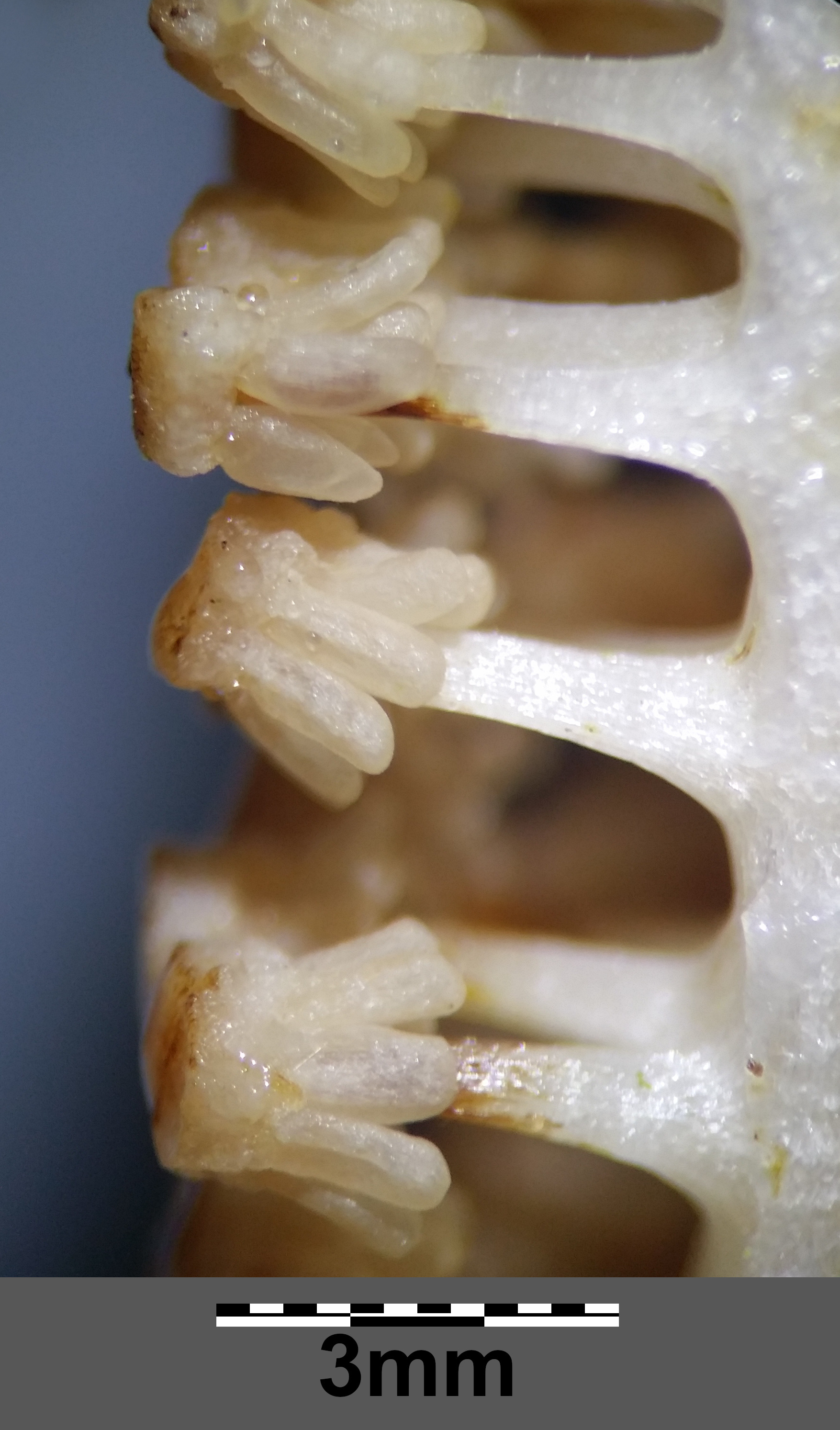
Equisetum telmateia subsp. telmateia: Längsschnitt durch Sporangienähre

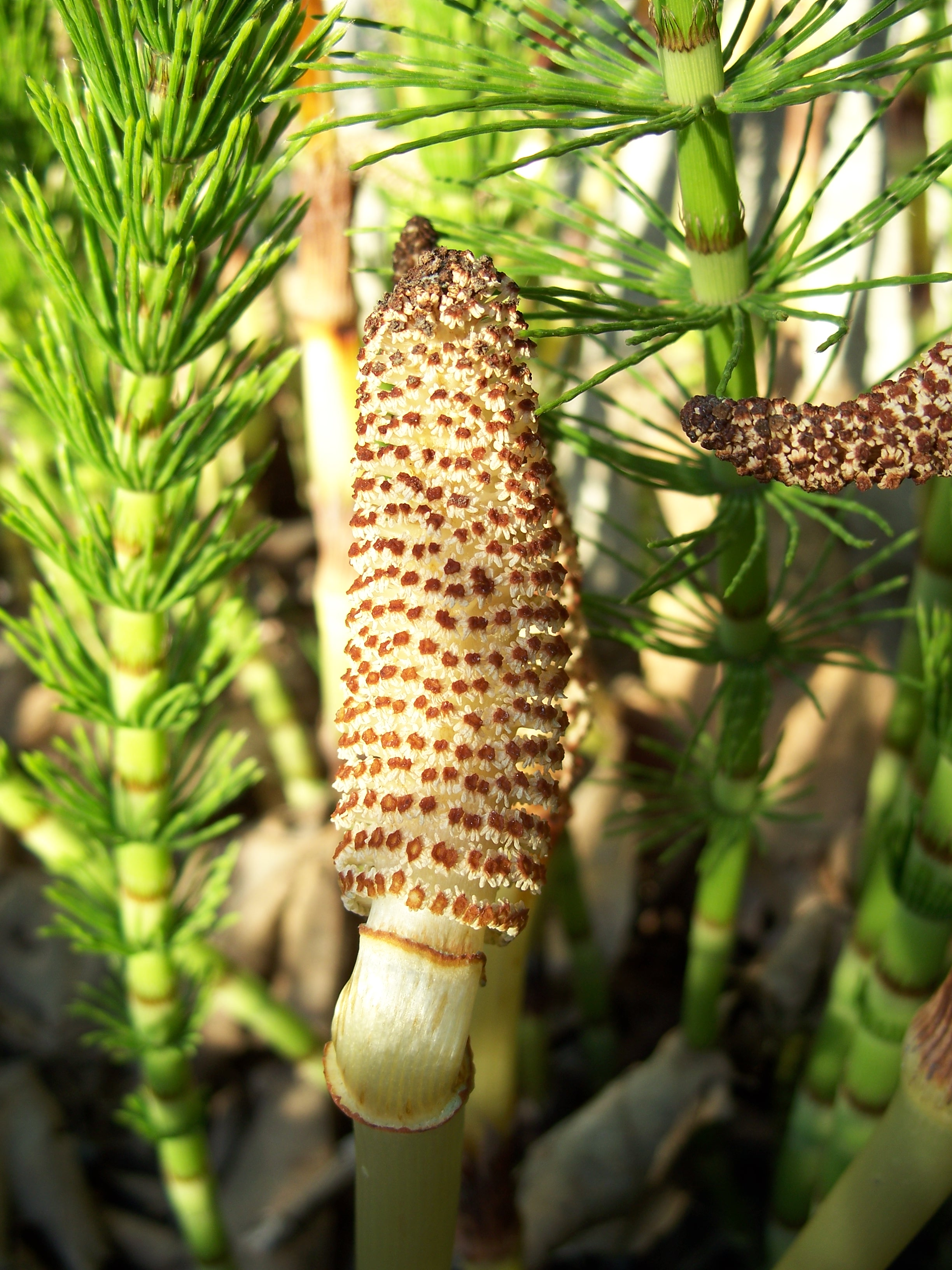
Equisetum telmateia subsp. braunii

Der Riesen-Schachtelhalm wächst als ausdauernde krautige Pflanze. Die grünen Sommertriebe mit weißlichen (elfenbeinfarbenen) und 1 bis 2 Zentimeter dicken Stängeln erreichen Wuchshöhen von 40 bis 150, selten bis zu 200 Zentimetern. Die in Quirlen stehenden Seitenäste sind unverzweigt. Da sich abgestorbene Pflanzenteile sehr langsam zersetzen, liegen die Reste der Vorjahrstriebe meist unter den neuen Beständen. Die abgestorbenen Stängel behalten lange ihre weißliche Farbe, werden aber später schokoladebraun und unter Wasser schwarz. Die Stängelscheiden sind zylindrisch und liegen dem Stängel an; sie sind 20 bis 30 Millimeter lang und haben 20 bis 40 dunkelbraune Zähne, die so lang sind wie die Scheidenröhre.  Die Seitenäste sind grün, von kleinen Zähnchen rau, vier- bis fünfrippig und 8- bis 10-kantig.
Die astlosen fertilen Sprosse, an deren Ende eine sporentragende Ähre sitzt, sind von bräunlicher Farbe und erscheinen Ende April bis Anfang Mai und sind mit 20 bis 40 (selten bis 50) Zentimetern viel kleiner als die später wachsenden Sommertriebe. Sie sind astlos und haben etwa 12 bis 45 Millimeter lange, unten hellbraune, oben dunkelbraune Scheiden mit 20 bis 35 lanzettlich-pfriemlichen, grannig bespitzten dunkelbraunen Zähnen. Der Sporophyllstand ist 4 bis 9 Zentimeter hoch und bis 2 Zentimeter dick. Nach der Sporenreife stirbt der fertile Spross ab. Die Sporenreife ist Juni bis August.
Die Chromosomenzahl beträgt 2n = 216.

## Vorkommen
Das Verbreitungsgebiet des Riesen-Schachtelhalms umfasst Europa (mit Ausnahme von Nord- und Nordosteuropa), Vorderasien, Nordafrika und große Teile des westlichen Nordamerika. In Europa kommt er in fast allen Ländern vor und fehlt nur in Island, Norwegen, Finnland, Estland, Belarus. Im europäischen Russland kommt er nur im Kaukasusraum vor.
Er wächst vor allem auf kalkhaltigen Böden sickernasser Quellfluren im Halbschatten von Laub- und lichten Nadelwäldern. In Österreich tritt diese Pflanzenart mindestens seit einem Jahrzehnt auch selten in Maisäckern auf. In den Allgäuer Alpen steigt er an den Gauchenwänden zwischen Balderschwang und Rohrmoos in Bayern bis in eine Höhenlage von 1300 Meter auf. Bei Mürren im Berner Oberland erreicht er 1530 Meter.
Der Riesen-Schachtelhalm ist pflanzensoziologisch in Mitteleuropa eine Charakterart des Equiseto-Fraxinetum, seltener kommt er auch in Gesellschaften der Verbände Caricion davallianae oder Agropyro-Rumicion vor.
Die ökologischen Zeigerwerte nach Landolt et al. 2010 sind in der Schweiz: Feuchtezahl F = 4+w+ (nass aber stark wechselnd), Lichtzahl L = 3 (halbschattig), Reaktionszahl R = 4 (neutral bis basisch), Temperaturzahl T = 3+ (unter-montan und ober-kollin), Nährstoffzahl N = 3 (mäßig nährstoffarm bis mäßig nährstoffreich), Kontinentalitätszahl K = 2 (subozeanisch).

## Taxonomie und Systematik
Die Erstveröffentlichung von Equisetum telmateia erfolgte 1783 durch Jakob Friedrich Ehrhart in Hannoverisches Magazin, Band 18, S. 287. Das Artepitheton leitet sich vom griechischen Wort telematiaios für „im Sumpf lebend“ (zu telma für „Sumpf, Pfütze, Morast“) ab. Ein Synonym von Equisetum telmateia Ehrh. ist Equisetum maximum Duval-Jouv. non Lam.
Je nach Autor gibt es zwei Unterarten:
- Equisetum telmateia subsp. braunii (Milde) Hauke: Sie kommt im westlichen Nordamerika von British Columbia über Washington, Oregon bis Kalifornien vor.[9]
- Equisetum telmateia subsp. telmateia: Sie kommt in Europa, in Westasien, im Kaukasusraum, in Makaronesien und in Nordafrika vor.[9]

## Bilder

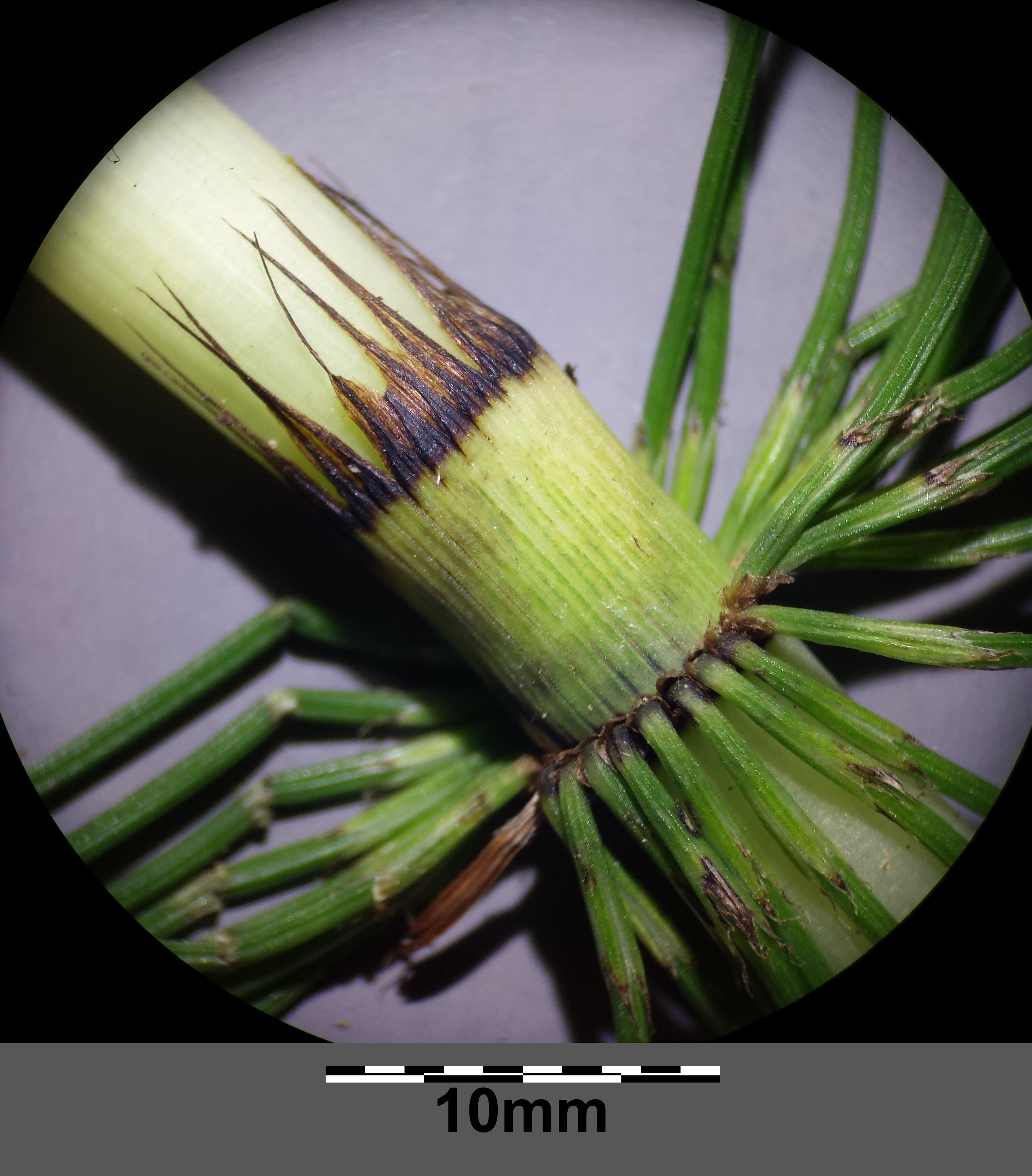
Stängel mit Scheidenzähnen und Ästen
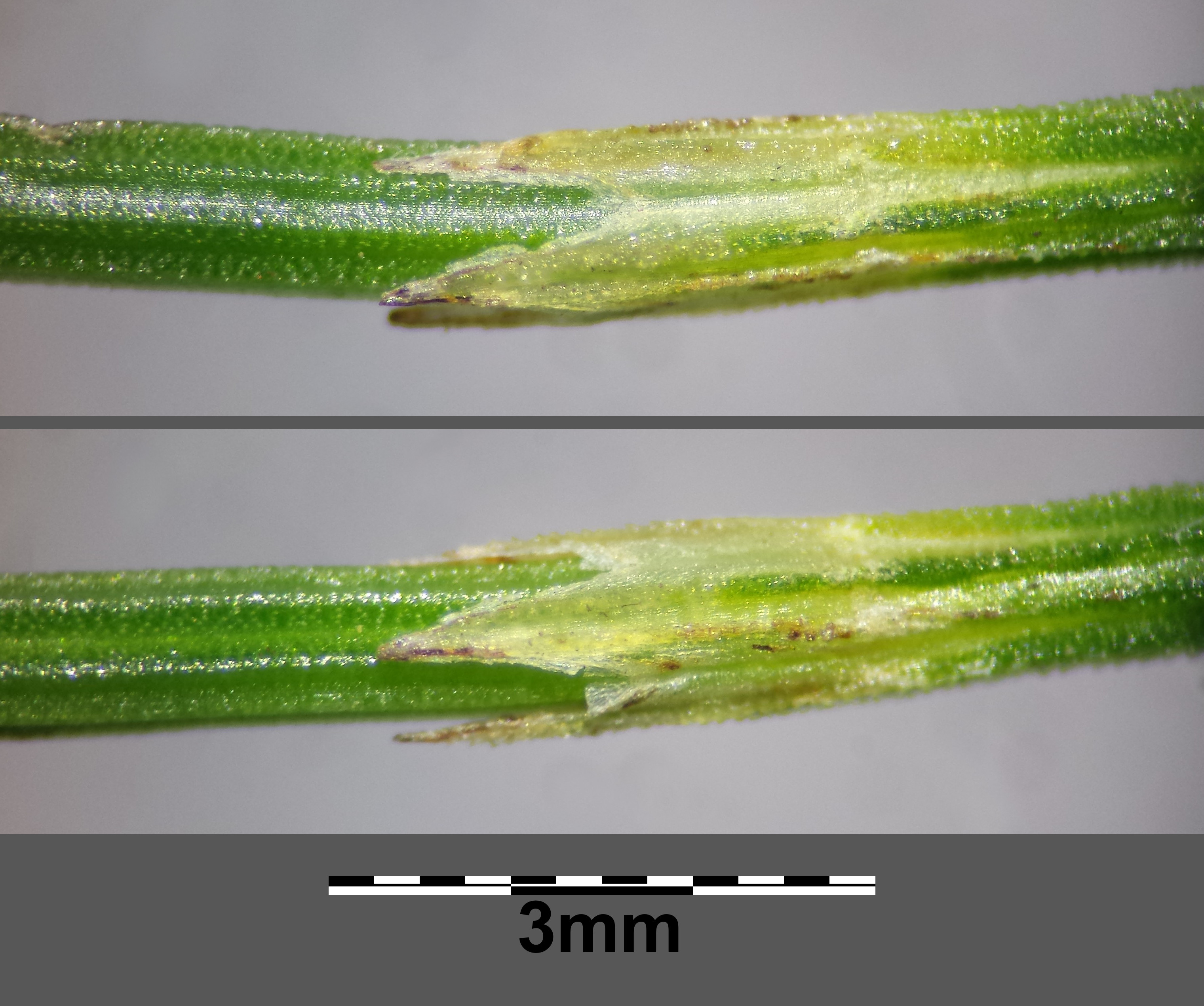
Ast mit Scheide
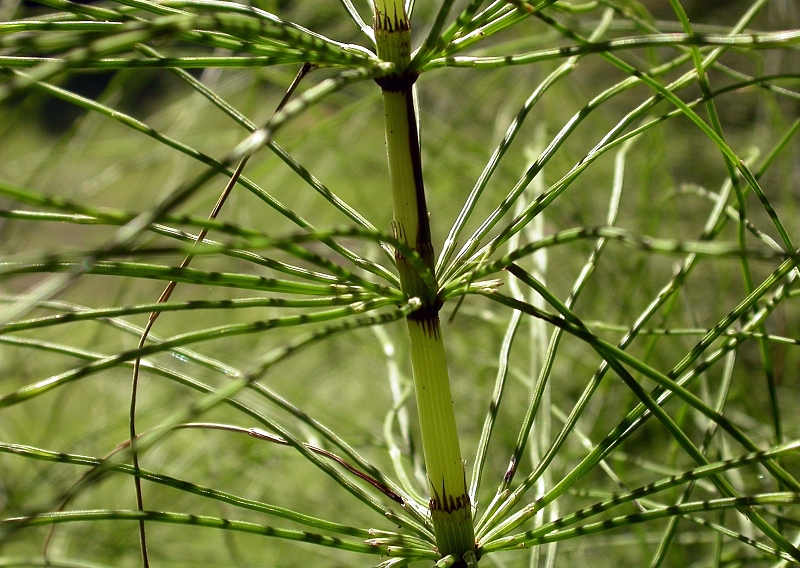
Stängel mit in Quirlen stehenden Seitenästen
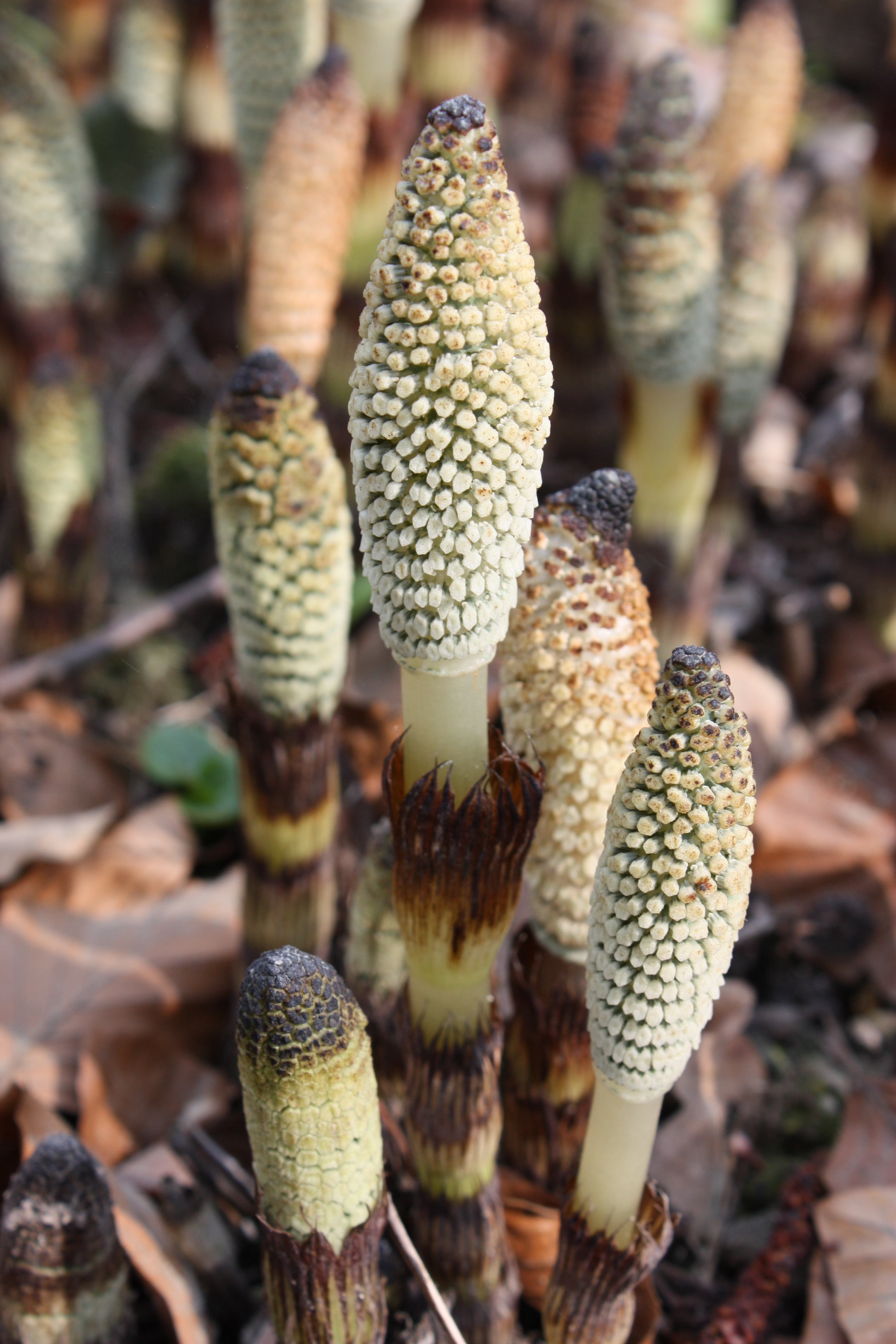
Fertile Sprosse